# 852

## Nașteri
- dată necunoscută: Alfonso al III-lea de Asturia  (d. 910)

## Decese
- Du Mu, poet chinez (n. 803)